# Copepteryx
Copepteryx — викопний рід сулоподібних птахів вимерлої родини Plotopteridae, що існував в пізньому олігоцені на узбережжі Східної Азії. Рештки птаха виявлені в олігоценових відкладеннях формації Аїносіма на острові Аїносіма на півдні Японії.